# EMV (kort)
EMV är en standard från Europay, Mastercard och VISA för smartkort.